# Vorkplaatrussula
De vorkplaatrussula (Russula heterophylla) is een paddenstoel uit de familie Russulaceae. De paddenstoel lijkt op de ruwe russula. De paddenstoel is eetbaar, maar wordt vaak verward met de groene knolamaniet, een van de dodelijkste paddenstoelen op aarde. De paddenstoel is beschreven door Elias Magnus Fries en de soortnaam is in 1838 gepubliceerd.

## Kenmerken

### Uiterlijke kenmerken
Hoed
De paddenstoel heeft een gladde, glanzende groen tot bronskleurige hoed, van 8-15 cm in doorsnede. ls hij jong is, is de hoed bijna bolvormig, later spreidend en uiteindelijk ingedeukt. De kleur varieert sterk en kan verschillende tinten groen, bruin of oker aannemen. De hoedhuid is glanzend en glad.
Steel
De witte steel is 3-6 cm lang en 1-3 cm breed. Het is stevig en wordt bruin gevlekt bij het ouder worden, vooral aan de basis.
Lamellen
De witte, roestkleurige lamellen zitten vast aan de steel en zijn meestal vrij dicht. Op oudere leeftijd kunnen ze ook gemakkelijk langs de steel lopen. Ze zijn merkbaar gevorkt aan de basis van de steel. 
Smaak en geur
De geur is onopvallend en de smaak is mild, soms wat bitter na lang kauwen.
Sporenprint
De sporenprint is wit (Ia volgens Romagnesi).

### Microscopische kenmerken
De sporen zijn het kleinste van het geslacht, ze zijn 5-7 µm lang en 4-6 µm breed, bolvormig tot breed elliptisch of bijna peervormig; De wrattige ornamentatie op de sporen zijn 0,2 tot 0,6 µm hoog, meestal geïsoleerd, maar soms zijn er twee of drie samengevoegd. Pileocystidia zijn knotsvormig, cilindrisch of spoelvormig of taps toelopend aan de uiteinden en kleuren slechts zwak paars of helemaal niet met sulfovanilline.

## Verspreiding

Europees verspreidingsgebied

Het is een holarctische soort die bijna overal op het noordelijk halfrond voorkomt. Hij komt voor in Noord-Azië (West- en Oost-Siberië, Korea en Japan), Noord-Amerika (VS), Noord-Afrika (Marokko) en Europa. In Europa strekt zijn verspreidingsgebied zich uit over drie klimaatzones, van de meridionale tot de boreale zone van Scandinavië. In het zuiden komt de russula voor van Spanje tot Roemenië. Dringt door naar het westen van Frankrijk via Nederland en Groot-Brittannië tot aan de Hebriden. In het oosten strekt het bereik zich uit tot Wit-Rusland.
In Nederland komt de vorkplaatrussula vrij algemeen voor. Hij staat niet op de rode lijst en is niet bedreigd.